# Henry Nwosu (1980)
Henry Nwosu Kanu, ook bekend als Henry Isaac (Owerri, 14 februari 1980), is een voormalig profvoetballer uit Nigeria, die speelde als aanvaller.
Nwosu beëindigde zijn actieve loopbaan in 2011 bij de Hongaarse club BFC Siófok. Nwosu speelde het grootste deel van zijn carrière in Duitsland, onder meer bij SV Waldhof Mannheim, Eintracht Frankfurt en FC St. Pauli.

## Interlandcarrière
Nwosu speelde in totaal twee keer voor de nationale ploeg van Nigeria in de periode 2000-2003. Onder leiding van de Nederlandse bondscoach Jo Bonfrère maakte hij zijn debuut op zondag 9 juli 2000 in de  WK-kwalificatiewedstrijd in en tegen Liberia (2-1), toen hij na 76 minuten inviel voor Benedict Akwuegbu.